# 金城哲夫
金城哲夫（日语：金城哲夫/きんじょう てつお，1938年7月5日—1976年2月26日），是一名日本编剧，出生于日本东京，成長於冲绳县岛尻郡南风原町。他是策划第一期奥特系列的人之一，并且作为文艺部長为该系列奠定了基础。
他先在日本东京出生，后在冲绳上完初中后，回到东京，并在那里结识了圆谷一家。
1976年2月23日，在酒醉狀態下步上自家（現為金城哲夫資料館）二樓的工作處時失足滑落，雖經立即送醫，但仍在三天後的2月26日因腦挫傷過世，年僅37歲。

## 经历
他先于1938年出生在东京，后在冲绳度过了他的初中。在初中毕业后的1955年，他没有通过冲绳那霸高中的入学考试，于是来到东京，在这里毕业于玉川学园高中部和玉川大学文学院的教育学位。在玉川大学学习期间，他从入学考试的面试官上原辉男那里学到了民俗学知识，并开始研究。受到大学全职讲师上原辉男的影响下，他开始对剧本创作产生了兴趣。后来，上原通过他的一个学生圆谷皐介绍他认识了圆谷英二，在一边出入他的家圆谷特技研究所时，他也一边接受在东宝特摄电影中发挥出色的关泽新一作为编剧的指导。在关泽的熏陶下，“积极的娱乐志向”构成了以后金城作品风格的根基。他于1962年以TBS的电视剧《絆》首次亮相。同年，他回乡制作长篇电影《吉屋鹤物语》。

## 參與作品
- 純愛シリーズ「絆」（1962年、TBS）
- 近鉄金曜劇場「こんなに愛して」（1964年、TBS）
- 月曜日の男「ペン先の鎮魂曲（レクイエム）」（1964年、TBS）
- いまに見ておれ（1964年、TBS）
- 泣いてたまるか「翼あれば」（1967年、TBS）
- 超異象之謎（1966年）
- 超人力霸王（1966年 - 1967年）
- 快獸布斯卡（1966年 - 1967年）
- 超人七號（1967年 - 1968年）
- MJ萬能號、戰鬥！MJ萬能號（1968年）
- 怪奇大作戰（1968年）
- 歸來的超人力霸王（1971年）

### 出典
1. ↑  山田辉子『ウルトラマンを創った男 金城哲夫の生涯』（朝日文庫、1997年） ISBN 4-02-261208-8　第一章 沖縄からきた少年　p24
2. 1 2  大図典 1991，第162-163頁，「ウルトラマンの名プランナー金城哲夫」
3. 1 2  . 玉川学園.   [2018-08-16]. （原始内容存档于2022-06-20）.
4. 1 2 3 4 5 6  UPM vol.22 2021，第30頁，「ウルトラ特別企画vol.22 名プランナー 金城哲夫の日々」
5. 1 2  大図典 1991，第164-165頁，満田かずほ「ウルトラマン 私と金城哲夫」
6. 1 2 3  マガジン2020 2020，第60頁，「ウルトラ雑学2 円谷プロダクション Who's Who?」
7. 1 2  . 南風原町観光協会.   [2020-12-03]. （原始内容存档于2018-08-16）.